# Резервати в България
Резерватите в България са защитени територии, в които се опазват образци от естествени екосистеми, включващи характерни или забележителни растителни и животински видове и техните местообитания. Те са изключително държавна собственост. В България съществуват 55 резервата с обща площ 77 124,05 ha. Около 72 % от площта на резерватите в България са в границите на национални и природни паркове.
Резерватите се създават с цел опазване на естествения им характер, научна и образователна дейност, опазване на генетичните ресурси, запазване на естествени местообитания и популации на защитени редки, ендемични и реликтни видове, развитие на мрежа от представителни за България и Европа екосистеми и застрашени местообитания.
Забранени са всякакви дейности с изключение на охраната им, посещения с научна цел, събиране на семенен материал, диви растителни и животински видове единствено с научна цел или възстановяването им на други места в количества, начини и време, които изключват нарушения в екосистемите.

## Списък
| Име                       | Дата на обявяване      | Площ (ha) | Местоположение          | Землище                                                     | Цел на обявяване | Снимка |
| ------------------------- | ---------------------- | --------- | ----------------------- | ----------------------------------------------------------- | --- | ------ |
| Али ботуш                 | 1951 г. (24 септември) | 1638,1194 | Славянка                | с. Голешово, с. Нова Ловча и с. Парил                       | Най-голямото находище на черна мура и рядка скална планинска растителност, многобройни медитерански и субмедитерански балкански ендемични и реликтни видове. |        |
| Баюви дупки-Джинджирица   | 1934 г. (29 януари)    | 2873,0    | Пирин                   | Банско и Разлог                                             | Ценни уникални за Европа гори от черна и бяла мура, черен бор, голям брой реликтни растителни видове, множество неоендемити, убежища за глациална флора, разнообразна фауна, включително редки за България и Европа видове, находище на диви кози.                |        |
| Беглика                   | 1960 г. (11 май)       | 1461,344  | Западни Родопи          | Батак                                                       | Богата реликтна растителност, вековни гори от смърч и бял бор, голямо тревно богатство, разнообразен животински свят. |        |
| Бели Лом                  | 1980 г. (12 май)       | 775,5406  | Дунавска равнина        | Цар Калоян и с. Кривня                                      | Характерни за Лудогорието горски екосистеми, с присъщия им животински и растителен генофонд и редки видове. |        |
| Бистришко бранище         | 1934 г. (27 октомври)  | 1061,6    | Витоша                  | София                                                       | Смърчови гори, флористично богатство. |        |
| Боатин                    | 1948 г. (12 юни)       | 1597,2    | Стара планина           | с. Дивчовото                                                | Вековни букови гори, флористично и фаунистично разнообразие. |        |
| Букака                    | 1980 г. (5 февруари)   | 62,4867   | Шуменско плато          | Шумен                                                       | Съществуваща коренна растителност, главно мизийски бук. |        |
| Бяла крава                | 28 март 1968 г.        | 93,4634   | Стара планина           | с. Костел                                                   | Вековна букова гора, флористично и фаунистично богатство, карстови извори „Бяла крава“. |        |
| Витаново                  | 3 декември 1981 г.     | 1106,0742 | Странджа                | Малко Търново и с. Бръшлян                                  | Характерна за Странджа първична горска екосистема от южноевксински тип, с преобладаващо участие на източен бук и горун, с характерен подлес, вековна гора. |        |
| Врачански карст           | 10 август 1983 г.      | 1438,9    | Врачанска планина       | Враца, с. Згориград и с. Паволче                            | Уникален карстов комплекс с живописни пейзажи, геоморфоложки забележителности, уникална пещерна фауна, реликтни и субмедитериански растителни видове и съобщества, балкански ендемити, 20 вида растения, включени в Червената книга на България.                  |        |
| Вълчи дол                 | 25 ноември 1980 г.     | 776,2432  | Източни Родопи          | с. Бойник, с. Стари чал и с. Студен кладенец                | Единствена в България колония на белоглави лешояди, местообитания на редки и застрашени видове птици. |        |
| Горната кория             | 28 март 1968 г.        | 161,0     | Берковска планина       | Берковица                                                   | Естествено находище на първични букови, елово-букови и смърчови гори в Западна Стара планина, на възраст 140 – 180 години. Редки и застрашени видове птици – глухар, сокерица, кръсточовка, скален орел, включени в Червената книга на България.                  |        |
| Горна топчия              | 24 септември 1951 г.   | 164,3777  | Горнотракийска низина   | с. Коневец                                                  | Лонгозна гора. |        |
| Джендема                  | 28 март 1953 г.        | 4220,2    | Стара планина           | Калофер, Карлово, с. Манолово и с. Тъжа                     | Местообитания на диви кози, сърни, елени, лещарки и други, различни видове риби. |        |
| Дупката                   | 29 юни 1951 г.         | 1210,8    | Баташка планина         | с. Фотиново                                                 | Характерен природен комплекс, вековни смесени белоборови и смърчови гори, голямо разнообразие на тревна растителност, богатство на фауната. |        |
| Еленова гора              | 30 август 1961 г.      | 53,88     | Стара планина           | с. Скобелево                                                | Вековна девствена букова гора. |        |
| Ибър                      | 26 февруари 1985 г.    | 2248,6    | Рила                    | Костенец и Долна баня                                       | Гори от клек, находища на реликтна флора и редки животински видове. |        |
| Казаните                  | 28 март 1968 г.        | 154,8024  | Западни Родопи          | с. Гьоврен                                                  | Самобитна дива природа, девствена смесена гора от ела, черен бор, бук, смърч и други. |        |
| Калиакра                  | 27 септември 1941 г.   | 866,2696  | Черноморско крайбрежие  | с. Българево и с. Свети Никола                              | Характерна степна растителност, с множество редки, реликтни и ендемични за България и Европа растителни и животински видове, крайбрежни морски екосистеми и единствено находище на тюлен монах, египетски лешояд и други. Гнездово находище на водоплаващи птици. |        |
| Каменщица                 | 10 август 1984 г.      | 1016,8472 | Средна Стара планина    | с. Енина                                                    | Характерни екосистеми от горун, бук и смесени широколистни гори, находища на редки и ендемични растителни видове и убежище на едри бозайници. |        |
| Камчия                    | 29 юни 1951 г.         | 849,7531  | Черноморско крайбрежие  | с. Близнаци, с. Ново Оряхово и с. Старо Оряхово             | Самобитни лонгозни гори, с участие на бряст и ясен, само на единични места в Южна Европа, находище на бяла и жълта водна лилия, блатно кокиче, дива лоза, блатна перуника, битински синчец, лютиче и други. богата и разнообразна фауна.                          |        |
| Кастраклий                | 28 март 1968 г.        | 129,1762  | Западни Родопи          | с. Борино                                                   | Девствена вековна гора от черен бор, характерен пейзаж. |        |
| Китка                     | 2 декември 1981 г.     | 27,586    | Дунавска равнина        | Белене                                                      | Първична характерна растителност и съществуващо гнездо на морски орел. |        |
| Козя стена                | 22 декември 1987 г.    | 904,3     | Средна Стара планина    | с. Рибарица и с. Чифлик                                     | Естествени букови и буково-елови формации, флористично богатство, включително видове от Червената книга на България, богата орнитофауна. |        |
| Конгура                   | 15 юни 1988 г.         | 1310,7999 | Беласица                | Петрич                                                      | Единствените запазени естествени горски екосистеми от питомен кестен и бук, характерни за планина Беласица, както и местообитания на редки и застрашени от изчезване растителни и животински видове.                                                              |        |
| Купена                    | 24 ноември 1961 г.     | 1761,1    | Баташка планина         | Брацигово, Пещера и с. Розово                               | Запазен природен ландшафт, разнообразен релеф, флористично и фаунистично богатство. |        |
| Кутелка                   | 22 декември 1983 г.    | 645,1     | Сливенска планина       | Сливен                                                      | Съобщества от мизийски бук, таксони от Червената книга на България, скални местообитания с международно значение на брадат лешояд, египетски лешояд, сокол скитник, ловен сокол, белоопашат мишелов и други защитени видове.                                      |        |
| Лешница                   | 10 август 1984 г.      | 388,9548  | Средна Стара планина    | с. Ясеново                                                  | Разнообразни характерни екосистеми, находища и местообитания на редки и защитени видове. |        |
| Мантарица                 | 8 юни 1968 г.          | 1069,2    | Западни Родопи          | Ракитово                                                    | Девствени белоборови, смърчово-белоборови и буково-белоборови гори, обиталища на глухари. |        |
| Милка                     | 28 март 1998 г.        | 38,8974   | Дунавска равнина        | Белене                                                      | Първични върбови гори, с участие на ясен и бряст. |        |
| Ореляк                    | 22 февруари 1985 г.    | 757,1496  | Пирин                   | с. Добротино и с. Лъжница                                   | Еталонни първични букови гори, беломурови гори, специфична флора с ограничено разпространение в страната, защитени видове растения. |        |
| Орлицата                  | 10 август 1984 г.      | 566,5     | Източна Стара планина   | Котел и с. Медвен                                           | Първични екосистеми от мизийски бук в Котленска планина, уникален карстов комплекс от пещери, пропасти и извори, местообитание на редки грабливи птици. |        |
| Парангалица               | 30 декември 1933 г.    | 1509,0    | Рила                    | с. Бистрица                                                 | Вековни девствени смърчови гори, изключително ценни първични екосистеми от ела и бял бор, богатство на тревните и храстови високопланински асоциации, богат животински свят.                                                                                      |        |
| Пеещи скали               | 11 юли 1979 г.         | 1465,7    | Стара планина           | с. Кръвеник и с. Стоките                                    | Вековни първични девствени букови гори, около 180-годишни и високопланински ливадни екосистеми със специфична флора. |        |
| Риломанастирска гора      | 10 април 1986 г.       | 3671,7779 | Рила                    | Рилски манастир                                             | Първични горски екосистеми от иглолистни и смесени елови и букови гори, находища на редки и застрашени от изчезване видове. |        |
| Ропотамо                  | 7 май 1992 г.          | 1000,7    | Черноморско крайбрежие  | Приморско и Созопол                                         | Уникална флора и фауна по крайбрежието. |        |
| Северен Джендем           | 30 септември 1983 г.   | 1610      | Средна Стара планина    | Априлци                                                     | Субалпийски скални местообитания на ендемични редки и застрашени видове и уникални геоморфоложки и хидроложки обекти, горски екосистеми с находища на ендемични, редки и застрашени видове.                                                                       |        |
| Силкосия                  | 23 юли 1931 г.         | 389,6     | Странджа                | с. Кости и с. Българи                                       | Широколистна смесена гора от дъб и източен бук и характерни само за планина Странджа растения, странджанска зеленика, странджанска боровинка. |        |
| Скакавица                 | 28 март 1968 г.        | 70,8      | Рила                    | Сапарева баня                                               | Девствени беломурови насаждения. |        |
| Соколата                  | 18 февруари 1985 г.    | 219,5885  | Малешевска планина      | с. Игралище                                                 | Вековна високостъблена благунова гора в района на Малашевска планина – местен екотип благун. |        |
| Соколна                   | 11 юли 1979 г.         | 1250,0    | Стара планина           | с. Асен, с. Скобелево и с. Търничени                        | Редки и застрашени от изчезване растителни и животински видове в старопланинския масив Триглав. |        |
| Сосковчето                | 28 март 1968 г.        | 177,5     | Западни Родопи          | Смолян                                                      | Девствена вековна смърчова гора, характерни пейзажи, водопади, увивна растителност. |        |
| Средока                   | 18 януари 1989 г.      | 598,6675  | Странджа                | Малко Търново и с. Стоилово                                 | Характерни за Странджа горски екосистеми, реликтна терциерна растителност, съобщества от южноевксински видове, с преобладание на източен бук и горун. |        |
| Стара река                | 19 март 1981 г.        | 1974,7    | Средна Стара планина    | Карлово                                                     | Уникални старопланински екосистеми, семенни букови и смърчови насаждения, издънкови насаждения от зимен дъб, габър и келяв габър, местообитания на елени, сърни и диви кози.                                                                                      |        |
| Стенето                   | 5 април 1979 г.        | 3578,8    | Централна Стара планина | Карлово и Троян                                             | Вековни букови и смърчови гори, карстов комплекс, система от пещери и пропасти, обитавани от ендемична троглобионтна фауна, фаунистично разнообразие. |        |
| Тисата                    | 5 декември 1949 г.     | 583,5322  | Пирин                   | Кресна и с. Горна Брезница                                  | Единственото в България компактно находище на дървовидна хвойна и средиземноморски биоценози, находище на преходно-средиземноморска зеленика, богата фауна. |        |
| Тисовица                  | 16 февруари 1990 г.    | 757,7022  | Странджа                | с. Кондолово                                                | Единствено естествено находище на тис в Странджа, характерни горски екосистеми и местообитания на редки и защитени растителни видове. |        |
| Торфено бранище           | 1 октомври 1935 г.     | 785,4426  | Витоша                  | София                                                       | Субалпийски торфища, каменни и редки грамади, субалпийска ентомо- и орнитофауна, флористично богатство. |        |
| Узунбоджак                | 13 декември 1956 г.    | 2661,3047 | Странджа                | с. Кости и с. Сливарово                                     | Вековни широколистни смесени гори от дъб и източен бук, характерна за Странджа храстова и тревна растителност и разнообразен животински свят. |        |
| Царичина                  | 18 юли 1949 г.         | 3418,7    | Стара планина           | с. Рибарица                                                 | Единствено естествено находище на бяла мура в Стара планина, единствен български резерват, в който едновременно са представени букови, буково-елови, смърчови, беломурови и смърчово-беломурови асоциации, богата фауна.                                          |        |
| Централен рилски резерват | 24 февруари 1992 г.    | 12393,7   | Рила                    | Самоков, с. Бели Искър и с. Мала църква                     | Обширни горски формации, високопланинска тревна растителност, ендемични и реликтни видове. |        |
| Църна река                | 25 ноември 1980 г.     | 196,4305  | Осоговска планина       | с. Сажденик                                                 | Първични букови съобщества. |        |
| Червената стена           | 21 септември 1962 г.   | 3029,0    | Западни Родопи          | Асеновград, с. Бачково, с. Борово, с. Орешец и с. Добростан | Целият природен комплекс на района, редки, реликтни, ендемични и много южни видове растения. |        |
| Чупрене                   | 9 февруари 1973 г.     | 1451,9935 | Западна Стара планина   | с. Горни Лом, с. Репляна, с. Стакевци и с. Чупрене          | Единствените компактни естествени смърчови реликтни гори в Западна Стара планина, смърчово-елово-букови дендроценози, редки представители на фауната – глухар, лещарка, кръсточовка, сокерица, качулат синигер и др.                                              |        |
| Юлен                      | 26 август 1994 г.      | 3156,2    | Пирин                   | Банско и Добринище                                          | Образци от горски субалпийски и алпийски екосистеми и находища на редки, застрашени и ендемични животински и растителни видове. |        |